# Parafia św. Jadwigi Śląskiej w Skoroszycach
Parafia Świętej Jadwigi Śląskiej w Skoroszycach jest rzymskokatolicką parafią dekanatu Skoroszyce diecezji opolskiej. Parafia została utworzona w 1418. Mieści się przy ulicy Braterstwa Broni. Prowadzą ją księża diecezjalni.